# Ptychoglene xylophila
Ptychoglene xylophila là một loài bướm đêm thuộc phân họ Arctiinae, họ Erebidae.